# 421
421 је била проста година.

## Догађаји
- 8. фебруар – Константин III је постављен за ко-цара (Август) са својим шураком Хоноријем и постаје прави владар Западног римског царства.
- 25. март – Венеција је основана у 12 часова (према предању) посвећењем прве цркве Сан Ђакомо на острву Риалто (Италија).
- 7. јун – Цар Теодосије II оженио се Елијом Евдокијом, женом грчког порекла. Свадба се слави у Цариграду трком кочија на Хиподрому.
- 2. септембар – Константин III изненада умире од болести; његова супруга Гала Плацидија постаје, по други пут, удовица. Она са децом Гратом Хоноријом и Валентинијаном одлази на цариградски двор.
- Кастинова кампања против Франака: Римска војска под Кастиновом командом се бори против Франака у Северној Галији.
- Ругила, поглавица Хуна, напада епархије Дакију и Тракију (Балкан). Цар Теодосије II дозвољава панонским Готима да се населе у Тракији, да бране дунавску границу.
- Франци освајају нове територије у свом краљевству и пљачкају стару римску престоницу Аугуста Треверорум (савремени Трир).
- Римско-сасанидски рат: Теодосије II започиње рат против Сасанида, шаљући експедиционе снаге под командом Ардабурија, и напада Месопотамију.
- Јесен – Ардабурије пустоши Арзанене (Јерменију) и тера Персијанце да се повуку у Нисибис (Сирија). Краљ Бахрам V се удружио са Лахмидским Арапима из Хире.

## Смрти
- 2. септембар – Константин III, цар Западног римског царства
- Јин Гонгди, последњи цар из династије Ђин (р. 386.)
- Ли Ксун, владар кинеске државе Западни Лианг
- Марија Египћанка, заштитница (приближан датум)
- Равина I, рабин (учитељ) и јеврејски талмудиста
- Јаков Персијанац, хришћански светитељ